# 설탕 공예

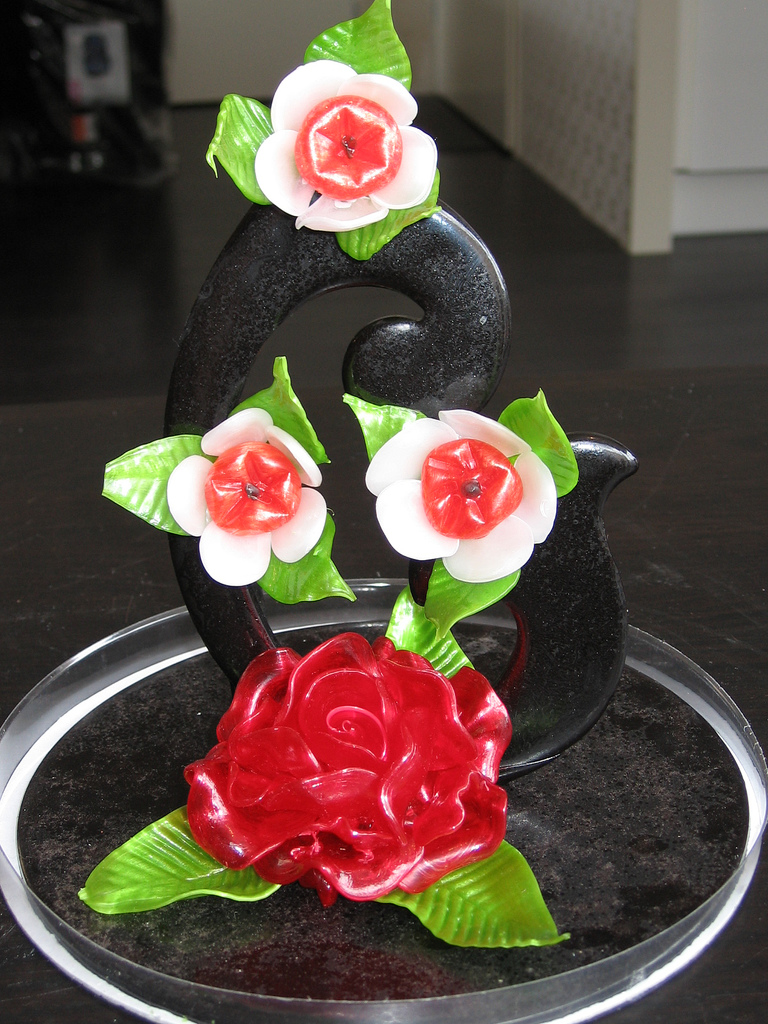
설탕으로 만든 장미

설탕 공예(Sugarcraft)는 제과제빵의 한 분야로 설탕에 열을 가해 가공하여 식음료의 가니시로 사용되거나, 그자체가 공예로서 예술품으로 인정받고있다. 아주많은 양의 설탕으로 큰 스핑크스 모양의 작품도 있다.

## 역사
영국에서 처음으로 사용된 기술이라고 한다.

## 대한민국에서의 활용
현재 국가 공인 자격증은 없으며 민간 자격증만 발급되고 있다. 비슷한 분야로 초콜릿 공예가 있다. 설탕 특유의 폭넓은 가변성과 보존성으로 다양한 표현이 가능하며, 응용 분야가 넓다. 주로 케이크 장식에 사용되지만 요즘은 요리의 가니시로 주목받는 경향도 보인다.

## 실무 활용
제조 기법으로는 기본이 되는 설탕 반죽을 적당한 열과 수분을 첨가해서 만드는데 자신이 원하는 색이나 모양을 만들기 위해 부가 재료를 넣기도 한다. 틀에 부어 굳히기, 굳기 직전에 힘을 가해 늘이거나 뭉치기, 바람을 불어넣어 부풀리기 등등,여러 가지 방법이 있다.

## 같이 보기
- 퐁당